# Mike Horn
Michael Horn vagy röviden Mike Horn (Johannesburg, 1966. július 16. –) dél-afrikai származású svájci extrém sportoló.

## Élete
1966-ban Dél-Afrikában született. 1990 táján Svájcba költözött, ahol oktató lett egy olyan cégnél, amely extrém sporttevékenységeket kínált.
1999-ben egy 18 hónapos útra indult, hogy gyalogosan és vitorlással egyedül megkerülje az Egyenlítő mentén a Földet, mindenféle motoros jármű felhasználása nélkül. Ezt az utat 2001-ben teljesítette is. Erről szól az egyik, magyarul is megjelent műve.
2002–2004-ben egyedül járta be az Északi-sarkkört az „Arktos” nevű expedícióban. Ez két év és három hónapos, magányos utazás volt, motoros közlekedés felhasználása nélkül, egy 20 ezer kilométeres "odüsszeán", Kanadán, Alaszkán, a Bering-szoroson és Oroszország Szibériáján keresztül, zömében egy szánkót húzva. Beszámolója erről az expedícióról a Conquérant de l'impossible (angolul: Conquering the Impossible = A lehetetlen meghódítása) címmel jelent meg. 
2008-ban a csapatával együtt elindította a Pangaea Young Explorers nevű programot. Ez abból állt, hogy fiatal felnőtteket toboroztak a világ minden tájáról, hogy beutazzák a Föld kontinenseit és egy 35 méteres vitorlással átutazzák a bolygó óceánjait, felfedezzék a természet fontosságát és megismerjék a környezeti kérdéseket. A program 2012-ben véget ért.

### Családja
Felesége, Cathy Horn 2015-ben elhunyt mellrák következtében. Két felnőtt lánya van.

## Művei
- 2001 : Latitude zero, ISBN: 9782845630574 (angolul)
- 2005 : Conquering the Impossible, ISBN: 9782845631540 (angolul)
- 2005 : À l'école du Grand Nord (franciául)
- 2007 : Objectif : Pôle Nord de nuit (franciául)
- 2015 : Vouloir toucher les étoiles (franciául)
- 2016 : Aventurier de l'Extrême (franciául)
- 2017 : Libre! (franciául)
- 2018 : Antarctique, Le rêve d'une vie (franciául)
- 2021 :  Survivant des glaces  (franciául)

### Magyarul
- Nulladik szélességi kör- 40000 km az Egyenlítő mentén, Etoile Kiadó, 2002, ISBN: 9637710205

## Film róla
- Arktos - Mike Horns Umrundung der Arktis (2005), Raphaël Blanc dokumentumfilmje [9]